# Andre Norton
Andre Alice Norton (Cleveland, Ohio, 17 de fevereiro de 1912 – Murfreesboro, 17 de março de 2005) foi uma autora de ficção científica e fantasia (com alguns trabalhos de ficção histórica e ficção contemporânea), foi o pseudônimo mais conhecido da estadunidense Alice Mary Norton.
Ela publicou seu primeiro romance em 1934. Foi a primeira mulher a receber o Gandalf Grand Master Award da World Science Fiction Society em 1977 e ganhou o Damon Knight Memorial Grand Master Award da SFWA em 1983. Escreveu sob os pseudônimos de Andre Norton, Andrew North e Allen Weston.